# Grigno
Grigno (dt. veraltet Grims) ist eine norditalienische Gemeinde (comune) mit 2023 Einwohnern (Stand 31. Dezember 2023) in der Provinz Trient in der Region Trentino-Südtirol. Die Gemeinde liegt etwa 40 Kilometer ostsüdöstlich von Trient an der Brenta, gehört zur Talgemeinschaft Comunità Valsugana e Tesino und grenzt unmittelbar an die Provinzen Belluno und Vicenza (Venetien). Der gleichnamige Fluss Grigno mündet hier in die Brenta.

## Geschichte
Im Gemeindegebiet von Grigno liegt der sog. Riparo Dalmeri einer der wichtigsten urgeschichtlichen Fundstätten im Alpenraum und in Italien. 

## Verkehr
Durch die Gemeinde führt die frühere Strada Statale 47 della Valsugana von Padua nach Trient. Der kleine Bahnhof der Gemeinde liegt an der Bahnstrecke Trient–Venedig.

## Weblinks

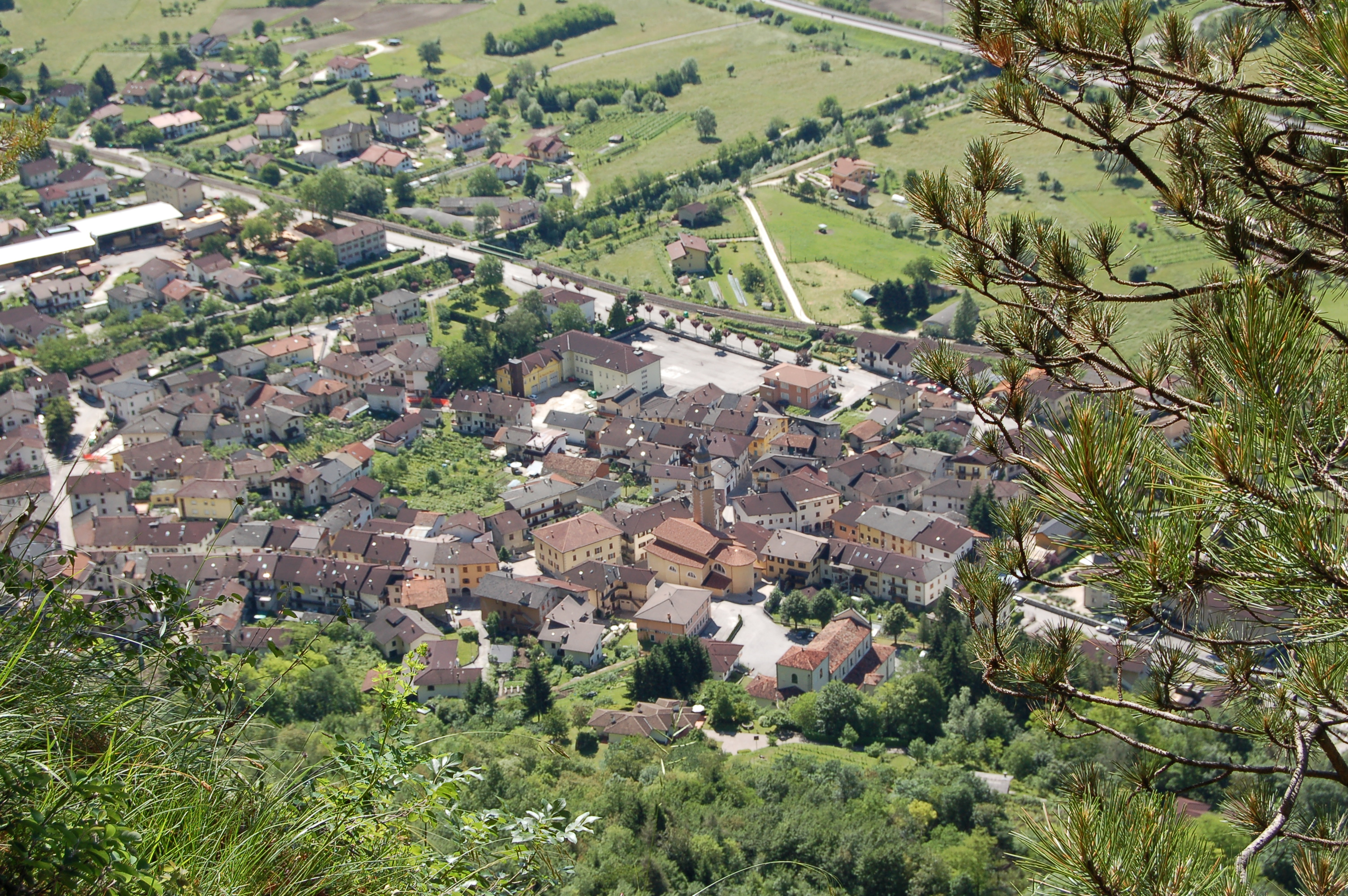
Grigno